# Gebouw Mercurius
Het Gebouw Mercurius (ook Mercurius Gebouw genoemd) is een monumentaal 19e-eeuws gebouw aan de Prins Hendrikkade nr. 20-21 in Amsterdam. Het pand is een rijksmonument (nr. 518505), en heeft zowel een ingang aan de Prins Hendrikkade, als aan de Nieuwendijk.

## Geschiedenis

### Bouw
Het pand werd in 1882-1883 gebouwd door architect IJme Gerardus Bijvoets in de stijl van een classicistische neo-renaissance. Van oorsprong had het gebouw de functie van winkelpassage. Erboven was een hotel gehuisvest ('Hotel du Passage') aan de kant van de Prins Hendrikkade. Aan de kant van de Nieuwendijk waren er woningen boven de passage. De passage-doorgang naar de Prins Hendrikkade werd vanwege de harde wind (tocht) al kort na de bouw in 1883 gesloten. In 1886-1887 vond een inwendige verbouwing plaats door A.L. van Gendt, waarbij de passage verdween en de in het midden van de voorgevels gelegen toegangen gesloten werden. In 1896 werd het gehele pand tot kantoorgebouw bestemd.

### Oibibio
In 1992 kocht Ronald Jan Heijn, achterkleinzoon van de welbekende Albert Heijn (oprichter van de supermarktketen), het Mercurius pand voor 3,5 miljoen gulden, om er een spiritueel centrum in te vestigen met de naam Oibibio. Dit centrum werd in mei 1994 geopend. Heijn financierde bijna het gehele project uit eigen zak, met het fortuin dat hij van zijn vader had geërfd. Uiteindelijk ging deze onderneming failliet door onverstandig financieel beheer. Oibibio was in het pand gevestigd tot 2001.

### Latere bestemmingen
Na het vertrek van Oibibio kocht het vastgoedbedrijf NV Stadsgoed het pand in 2001 voor 24 miljoen euro van Heijn, om er weer een kantoorgebouw van te maken. Onder andere een internetbedrijf en een restaurant waren erin gehuisvest. In 2008 begon NV Stadsgoed met herstel van het pand in oude luister, dat door gebruik behoorlijk was aangetast. Sinds oktober 2009 is op de begane grond een filiaal van Albert Heijn gevestigd. Vanaf augustus 2021 wordt een groot deel van het kantoorgebouw gebruikt door een designbureau. 

## Afbeeldingen

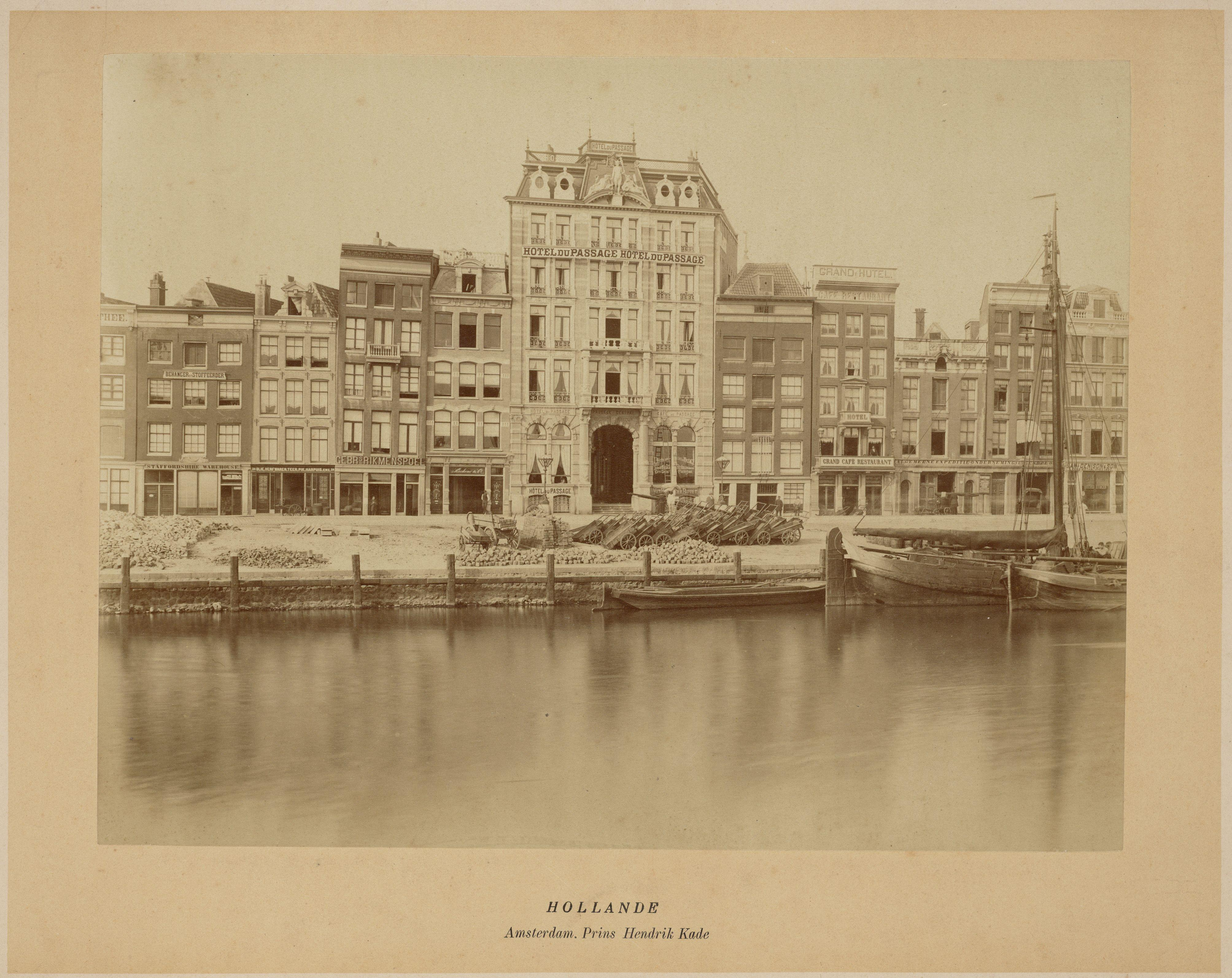
Het Gebouw Mercurius rond 1885 met de passagetoegang nog in het midden
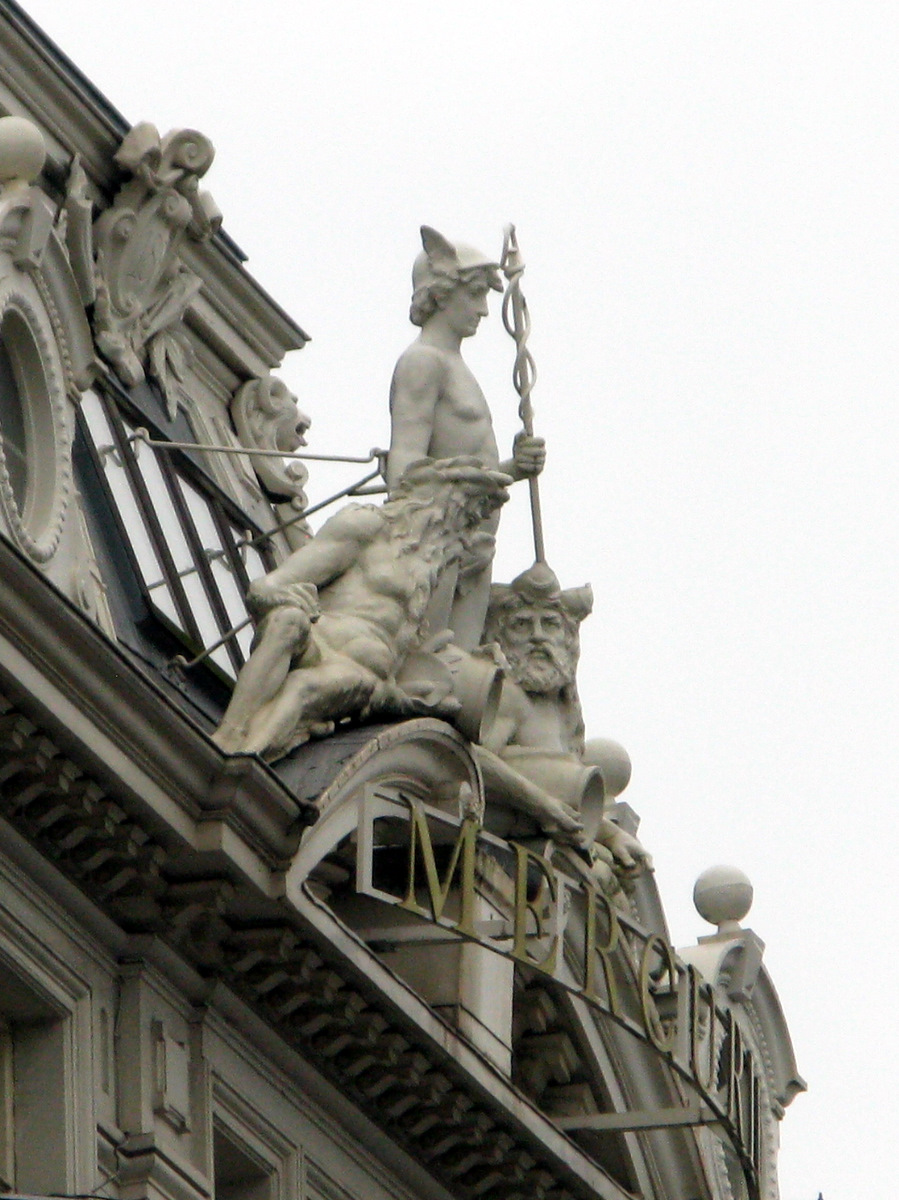
Het beeld van Mercurius bovenop de geveltop
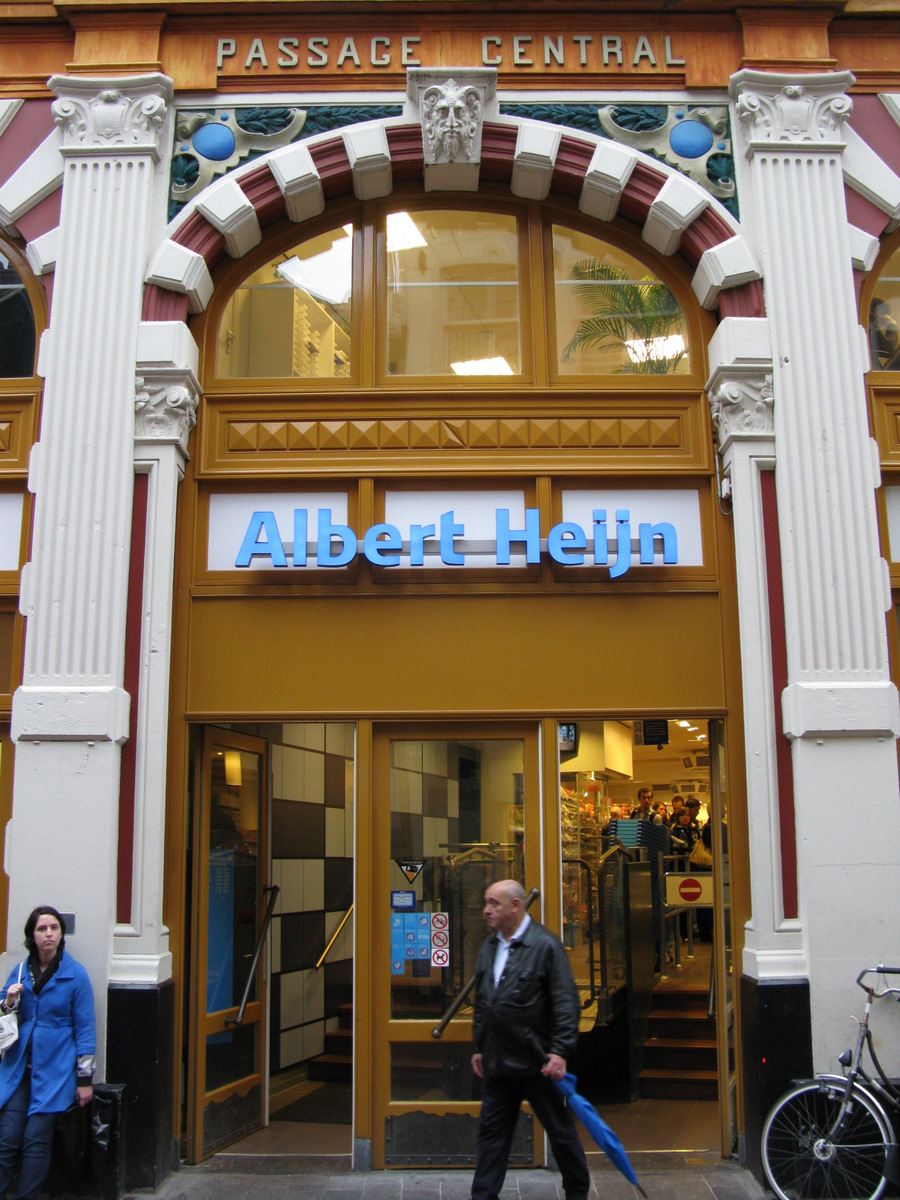
De ingang aan de Nieuwendijk